# 天音かなた
天音 かなた（あまね かなた、英: Amane Kanata、中: 天音 彼方）は、日本のバーチャルYouTuber、バーチャルアイドル。ホロライブプロダクションの女性バーチャルYouTuberグループ・ホロライブの4期生のメンバー。

## 概要
誕生日は4月22日。身長149センチ。挨拶は「こんかなた～! キャッチコピーは…握力50kg ぎゅ♡ぎゅ♡ 握りつぶしちゃうぞ☆ ホロライブ4期生「かなたん」こと天音かなたで〜〜〜す!!」など。愛称は「かなたん」「かなたそ」「PP（パワーポイント）天使」など。
主な活動内容は、ゲーム実況や雑談、歌ってみたなど。ファンネームは「へい民」、メンバーシップネームも現在は「へい民」、2024年4月22日までは「★THE かなた★」。
ボカロPとしての名義は「PP天使P」。
イラストレーター（キャラクターデザイン）はおしおしお、Live2Dモデルの制作はrariemonn、3Dモデルの制作は八剣が担当した。

### 人物・エピソード
- 同期では特に桐生ココとの絡みが多く、ルームシェアをしている。星街すいせいと同じフロアに入居していた。2021年6月に桐生がホロライブから卒業することが発表された際、彼女の卒業以降も同居生活は継続するとしていた[13]。
- デビュー配信においてMicrosoft PowerPointを用いて自己紹介をしたことから「PP天使」のあだ名が付けられた。ホロライブプロダクションの公式BOOTHでは大きく縦書きで「★PP天使★」と書かれたTシャツを販売している[14]。
- 声真似を特技としている。一例として、湊あくあに「『4人の宝鐘マリン』の中から本物を当てさせる」という内容のドッキリを実行した[15]。
- 新垣結衣の大ファンであり[4]、2021年5月に星野源との結婚が報じられた際は激しくショックを受け、ただただ肉を殴るという配信を行なった[16]。
- デビュー前に片方の耳が聞こえなくなっていた[17]。
- 幼少期から母に連れられて行っていたミュージカルを音楽のルーツのひとつとする[18]。

## 略歴
- 2019年
  - 12月25日、Twitterにて初ツイート[19]。
  - 12月27日、YouTubeにて初配信を行いデビュー[20]。4期生の中では最も早いデビューとなった[3]。

- 2020年
  - 2月7日、YouTubeのチャンネル登録者数が10万人を突破[21]。
  - 5月5日、メンバーシップを解禁[22]。
  - 7月5日、3Dモデルのお披露目配信を行った[23]。

- 2021年
  - 1月1日、正月衣装とLive2D 2.0のお披露目配信を行った[24]。
  - 7月27日、YouTubeのチャンネル登録者100万人を達成した[25][26]。
  - 12月27日、2曲目のオリジナルソング「天使のagape」を公開[27]。

- 2022年
  - 4月21日、3曲目のオリジナルソング「中空の庭」を公開[28]。

## 主な出演

### ライブ・イベント
- 会える！ 話せる！ VTuberおしゃべりフェス on バレンタイン ホロライブ編（2020年2月16日、3331 Arts Chiyoda）[29]
- Cinderella switch 〜ふたりでみるホロライブ〜 vol.1（2020年9月27日、VARK） - 宝鐘マリンと出演[30]
- hololive IDOL PROJECT 1st Live.『Bloom,』（2021年2月17日、ニコニコ生放送・SPWN）[31][32]
- マドロミライブ Presented by SQUARE ENIX（2021年9月11日、YouTube Live）[33]
- VARK Presents. hololive Virtual LIVE series in VARK『Cinderella switch-new act- 〜ふたりでつくるホロライブ〜』vol.4（2021年10月30日、VARKS※）共演：常闇トワ[34]
- hololive SUPER EXPO 2022 Supported By ヴァイスシュヴァルツ（2022年3月19日 - 3月20日、幕張メッセ 国際展示場1-3ホール）[35]
- Blue Journey 1st Live「夜明けのうた」（2023年9月13日、東京ガーデンシアター）[36]
- 「ANISAMA V神 2024」（2024年12月15日、SPWN）[37]
- DMMオンクレpresents にじホロ交流戦2025 (2025年5月24日・25日、HOKKAIDO BALLPARK F VILLAGE エスコンフィールドHOKKAIDO)　にじさんじとホロライブの初のリアルオフイベントとして開催された[38] [39] [40]。
- hololive GAMERS fes. 超超超超ゲーマーズ2（2025年7月5日・6日、さいたまスーパーアリーナ）- DAY1 ゲスト出演[41]
- Amane Kanata 1st Solo Live『LOCK ON』(2025年8月13日、有明アリーナ)[42]

#### ホロライブ全体ライブ
- 「hololive 2nd fes. Beyond the Stage Supported By Bushiroad」（2020年12月21日 - 12月22日、ニコニコ生放送・SPWN）[43][44]
- 「hololive 3rd fes. Link Your Wish Supported By ヴァイスシュヴァルツ」DAY1（2022年3月19日、幕張メッセ）[45][35]
- 「hololive 4th fes. Our Bright Parade Supported By Bushiroad」DAY2（2023年3月19日、幕張メッセ）[46]
- 「hololive 5th fes. Capture the Moment Supported By Bushiroad」（2024年3月16日 - 3月17日、幕張メッセ）[47][48]
- 「hololive 6th fes. Color Rise Harmony」DAY1（2025年3月8日、幕張メッセ）[49][50][51]

### テレビ番組
※はインターネット配信のみ。
- プロジェクトV（2021年8月25日、日本テレビ）[52] 桃鈴ねね、星街すいせい、リゼ・ヘルエスタ、相羽ういは（にじさんじ所属）と出演
- 推しすぎてV（2021年8月29日、SPWN※）[53]
- ホロごえっ!（2024年4月 - 2024年9月、ABEMA※）[54]

### ゲーム
- Deep Insanity ASYLUM（2021年）ゲーム主題歌『マドロミ』を常闇トワと共に歌唱[55]。
- 妖怪ウォッチ ぷにぷに（2024年1月1日 - 1月16日） - コラボイベント期間にゲーム内キャラクターとして追加[56]。

## タイアップ
- プロ野球パシフィック・リーグ（2021年） - ホロライブのタレント12名が参加（天音かなたは、福岡ソフトバンクホークス）[57]。オリジナルグッズの販売などを実施した[57]。

## リリース音源
○出典：hololive（ホロライブ）公式サイト

### 天音かなた
| 発売日         | タイトル               | 品番     | 出典   |
| -------------- | ---------------------- | -------- | ------ |
| 2021年8月19日  | 特者生存ワンダラダー!! | CVRD-066 | [ 58 ] |
| 2021年12月27日 | 天使のagape            | CVRD-106 | [ 59 ] |
| 2022年4月21日  | 中空の庭               | CVRD-150 | [ 60 ] |
| 2022年12月28日 | 別世界                 | CVRD-247 | [ 61 ] |
| 2024年1月7日   | Knock it out!          | CVRD-376 | [ 62 ] |
| 2024年2月4日   | 純粋心                 | CVRD-387 | [ 63 ] |
| 2024年2月24日  | START UP               | CVRD-389 | [ 64 ] |
| 2025年4月23日  | きゅーぴっど。         | CVRD-563 | [ 65 ] |
| 2025年6月1日   | セルフサービス         | CVRD-575 | [ 66 ] |
| 2025年7月31日  | lumière                | CVRD-602 | [ 67 ] |

| 発売日        | タイトル     | 品番              | 出典          |
| ------------- | ------------ | ----------------- | ------------- |
| 2024年3月13日 | Unknown DIVA | HOLO-011          | [ 68 ] [ 69 ] |
| 2025年7月23日 | Trigger      | HOLO-016 HOLO-017 | [ 70 ]        |

### hololive IDOL PROJECT
| 発売日        | タイトル                                            | 品番     | 出典          |
| ------------- | --------------------------------------------------- | -------- | ------------- |
| 2021年2月4日  | STARDUST SONG                                       | CVRD-027 | [ 71 ] [ 72 ] |
| 2021年2月11日 | Dreaming Days                                       | CVRD-028 | [ 73 ]        |
| 2022年8月19日 | 飛んでK！ホロライブサマー                           | CVRD-199 | [ 74 ]        |
| 2022年8月22日 | ホロメン音頭                                        | CVRD-200 | [ 75 ]        |
| 2023年3月9日  | Our Bright Parade                                   | CVRD-267 | [ 76 ]        |
| 2023年7月2日  | 青春アーカイブ                                      | CVRD-303 | [ 77 ]        |
| 2024年3月7日  | Capture the Moment                                  | CVRD-396 | [ 78 ]        |
| 2024年3月15日 | ホロライブ言えるかな？hololive SUPER EXPO 2024 ver. | CVRD-406 | [ 79 ]        |

| 発売日        | タイトル | 品番     | 出典   |
| ------------- | -------- | -------- | ------ |
| 2021年4月21日 | Bouquet  | HOLO-001 | [ 80 ] |

### 魔法少女ホロウィッチ！
| 発売日        | タイトル              | 品番     | 出典   |
| ------------- | --------------------- | -------- | ------ |
| 2024年5月31日 | はじまりの魔法-charm- | CVRD-428 | [ 81 ] |
| 2024年8月25日 | On your side          | CVRD-460 | [ 82 ] |

### その他の参加作品
| 発売日         | タイトル               | アーティスト                                                              | 品番       | 備考                                 | 出典          |
| -------------- | ---------------------- | ------------------------------------------------------------------------- | ---------- | ------------------------------------ | ------------- |
| 2021年6月25日  | キセキ結び             | ホロライブ4期生（天音かなた、桐生ココ、角巻わため、常闇トワ、姫森ルーナ） | CVRD-049   | 作詞・作曲は天音かなた               | [ 83 ] [ 84 ] |
| 2021年10月15日 | マドロミ               | 天音かなた、常闇トワ                                                      | CVRD-084   | ゲーム『Deep Insanity ASYLUM』主題歌 | [ 85 ] [ 86 ] |
| 2022年5月2日   | Over Time              | ORIO                                                                      | CVRD-154   | -                                    | [ 87 ]        |
| 2024年2月7日   | 水たまり               | Blue Journey                                                              | UPCH-89552 | -                                    | [ 88 ]        |
| 2024年12月23日 | 天界弩級オシゴトロード | かなけん（天音かなた、沙花叉クロヱ、AZKi）                                | CVRD-518   | -                                    | [ 89 ]        |

| 発売日        | タイトル  | アーティスト | 品番     | 出典   |
| ------------- | --------- | ------------ | -------- | ------ |
| 2022年7月30日 | Over Time | ORIO         | CVRD-186 | [ 90 ] |

| 発売日        | タイトル                     | アーティスト          | 品番       | 楽曲 | 出典          |
| ------------- | ---------------------------- | --------------------- | ---------- | --- | ------------- |
| 2023年3月15日 | holo*27 Originals Vol.1      | holo*27               | TFCC-86895 | ヒル | [ 91 ]        |
| 2023年9月6日  | 夜明けのうた                 | Blue Journey          | UPCH-20658 | - | [ 92 ]        |
| 2024年2月27日 | ほろはにヶ丘高校 -Originals- | hololive × HoneyWorks | HLP-10003  | 青春アーカイブ （ときのそら、星街すいせい、白上フブキ、湊あくあ、天音かなた、Moona Hoshinova、Airani Iofifteen、Takanashi Kiara、Gawr Gura） | [ 93 ] [ 94 ] |
| 2024年2月27日 | ほろはにヶ丘高校 -Covers-    | hololive × HoneyWorks | HLP-10005  | 東京サマーセッション （大空スバル、天音かなた）                                                                                              | [ 95 ] [ 94 ] |